# Os Andrades
Os Andrades é uma série de televisão produzida pelo centro produção do Porto da RTP. Da autoria de Álvaro Magalhães, José Cunha, M. A. Mota e Manuel António Pina, foi realizada por Paulo Afonso Grisolli [1.ª série] e António Moura Mattos. Foi transmitida durante os anos de 1994 e 1997. A 1ª série foi produzida em 1993, mas só transmitida a partir de 1 de Agosto de 1994. Já a 2ª série foi produzida em 1995, mas só transmitida a partir de 19 de Julho de 1997.

## Sinopse
A história segue o dia-a-dia de uma família portuense de classe média. O casal Rosário, uma modista, e Marcial, um funcionário público, junto com os filhos Lila e Zezé vive na casa da mal-humorada Zulmira, mãe de Rosário. Também a presença de Idalino, o melhor amigo de Marcial, e da intrometida e fofoqueira vizinha Conceição.

## Elenco
- Maria Dulce - Zulmira Pereira[2][3]
- Mário Moutinho - Marcial Andrade[4][5]
- Arlete de Sousa - Rosário Pereira Andrade[6]
- Andrea Oliveira - Lila Pereira Andrade
- Manuel Cardoso - Zezé Pereira Andrade
- Jorge Pinto - Idalino Baptista
- Emília Silvestre - Conceição Cerqueira

ELENCO ADICIONAL
- Alexandre Falcão - Armindo (Manitas)
- Anabela Mota Ribeiro - ela própria
- Aurora Gaia - avó de Pedro
- Carlos César - Adalberto
- Carlos Miguel[7]
- Cláudia Jacques - Rapariga do Bingo (as Ana Cláudia)
- Cristina Oliveira - jornalista
- Fernanda Vasconcelos - Dona Palmira
- Filipa Vacondeus - ela própria
- Glória Férias
- Jorge Paupério - Polícia
- José Pinto - Belmiro Baptista
- Júlio Cardoso
- Luísa Barbosa - Luísa Andrade
- Maria do Céu Xavier - Alice
- Mário Sancho - Padre Amaro
- Miguel Hurst - Rui
- Nuno Filipe - Varela
- Pedro Pinheiro - Saavedra

## Família Andrade
- ZULMIRA - 65 anos, reformada. Mal-disposta, um pouco intrigista, está sempre a implicar com o genro, Marcial. Gosta muito dos netos e da filha. Lá no fundo, tem bom coração.

- MARCIAL - 40 anos, funcionário público. Viciado em futebol, "vítima" nas mãos da sogra. Tem dois filhos, Zezé e Lila. Está casado há 20 anos com Rosário.

- ROSÁRIO - 40 anos, modista. Faz roupa para a faladora, fofoqueira e intrometida vizinha Conceição. Adora o marido, os filhos e a mãe. Não gosta que a mãe esteja sempre a implicar com o marido Marcial, com quem está casada há 20 anos.

- LILA - 18 anos, estudante. É uma jovem aplicada nos estudos. Gosta muito da família e não gosta das discussões que se arranjam em casa. É muito cobiçada pelos rapazes e cobiça muitos rapazes.

- ZEZÉ - 10 anos, estudante. É um jovem que se interessa muito pelo meio ambiental, adora BD (banda desenhada). Gosta muito da família, apesar de lhe estar sempre a oferecer "dois pares de estalos".

## Episódios
- 1ª TEMPORADA
  - 1. Fim de Semana em Torremolinos
  - 2. Um Gato no Presépio
  - 3. Sozinhas em Casa
  - 4. Falta de Comparência
  - 5. A Cómoda
  - 6. Um Dia Muito Especial
  - 7. Quem Não Sai os Seus
  - 8. Ninguém Gosta de Mim
  - 9. Quem Vê Caras
  - 10. Pela Hora da Morte
  - 11. A 100 à Hora
  - 12. Crise, Disse Ela
  - 13. Greve Geral
  - 14. Um Homem de Visão
  - 15. Opus 127
  - 16. Linha Quente
  - 17. 93-60-93
  - 18. Música no Coração
  - 19. A Ponte a Pé
  - 20. Adivinha Quem Vem ao São João
  - 21. Vai Chamar Filho a Outro
  - 22. O Bota de Ouro
  - 23. As Sete Colinas de Roma
  - 24. O Dia do Pecado
  - 25. Avó Há Só... Duas
  - 26. Ladrão que Rouba a Ladrão

- 2ª TEMPORADA
  - 01. O Grande Susto
  - 02. A Banca é do Povo
  - 03. Rosário é o que Há Mais
  - 04. Pesadelo em Aroso Street
  - 05. Cartas de Amor
  - 06. Os Doentes da Bola Anónimos
  - 07. Sol de Inverno
  - 08. A Presença (parte 1)
  - 09. A Presença (parte 2)
  - 10. Ninguém Diga Que Está Bem!
  - 11. Fora o Árbitro!
  - 12. Um Dia no Campo
  - 13. Sonho de uma Noite de Inverno
  - 14. A Cozinheira Ideal
  - 15. Dá Deus Nozes…
  - 16. O Capachinho Vermelho
  - 17. O Amor, às vezes, Vence Sempre!
  - 18. Das Tripas Coração
  - 19. Quando o Galo Toca
  - 20. Cobranças Difíceis
  - 21. Ninguém!
  - 22. Um Dia Para Esquecer
  - 23. Amor de Mãe
  - 24. Um Domingo em Família
  - 25. Lar, Doce Lar
  - 26. O Dono da Bola

## Curiosidades
- Grandes referências ao programa Parabéns, visto que era o programa favorito do Zezé.
- Grande destaque para Maria Dulce, que interpretou a matriarca Zulmira, sendo um dos seus melhores papéis em televisão.
- Estreia dos jovens atores (na altura) Andrea Oliveira e Manuel Cardoso.
- A RTP decidiu apostar numa nova sitcom, tendo como pano de fundo a cidade do Porto. Foi daí que surgiu a série Clube Paraíso.
- A série foi várias vezes reposta na RTP Memória.
- Em entrevista ao talk-show À Conversa com Ricardo Couto no Porto Canal, Mário Moutinho diz que o 1º episódio (Fim de Semana em Torremolinos) foi baseado numa notícia.
- O exterior da casa dos Andrades situa-se na Bairro António Aroso.
- O episódio Um Dia no Campo foi gravado no Parque de São Roque e Estádio das Antas.
- Luísa Barbosa foi a atriz escolhida para interpretar Zulmira Andrade, e chegou a gravar dois episódios, contudo, devido a uma doença grave, e sem a autorização dos médicos para trabalhar, a atriz foi substituída por Maria Dulce.

BORDÕES CÉLEBRES
- Seu paspalho (Maria Dulce)
- Levas dois pares de estalos, Zezé (Arlete de Sousa)
- Coitadinho do Marcial (Arlete de Sousa)
- Não seja retrógrada, avó (Andrea Oliveira)